# Амогхаваджра
Амогхаваджра (*санскрит:अमोघवज्र, кит.:不空, 705 —774) — буддистський місіонер та перекладач часів династії Тан.

## Життєпис
Був сином індійця та согдійки. народився у м. Самарканд. У 714 році був привезений матір'ю до Китаю. У 719 році стає учнем відомого буддиста Ваджрабодхі, вивчаючи езотеричні доктрини, що спираються на ідейний комплекс «Ваджрасекхара-сутри». У 741 році було видано наказ імператора Сюань-цзуна щодо вигнання буддистських ченців. Тому Амогхаваджра вимушений був залишити Китай. З цього моменту подорожував Південно-Східною Азією, Шрі-Ланкою та Індією. Під час мандрівок зустрів Нагабодхі, одного з ідеологів тантричного буддизму.
У 746 році повертається до Китаю, привізши до 500 буддистських книг. З цього моменту Амогхаваджра займається поширенням буддизму серед китайців. У 750 році приєднується до військовика Гешу Ханя, де провів перші свої масштабні тантрическі обряди в польовому штабі. У 754 році переклав частину книги «Татвасамґрага» (праці з тантризму). В подальшому перклав ще 76 буддистських текстів. У 756 році потрапляє у полон до повсталих військ цзєдуши Ань Лушаня.
Втім у 757 році Амогхаваджрі вдалося звільнитися та приєднатися до імператора Су-цзуна. Того ж року провів обряд очищення столиці імперії Чан'аня від присутності злих сил та духів. У 759 році Амогхаваджра оголосив Су-цзуна чакравартіном (ідеальним володарем).
За наступного імператора — Дай-цзуна зберіг вплив при дворі. У 765 році Амогхаваджра знову здійснив масштабні тантричні обряди, щоб протидіяти вторгненню тибетської армії. За збігом після цього військовий очільник ворогів раптово помер і армія повернулася до Тибету. Згодом Амогхаваджра й далі виконував різні тантричні обряди при імператорському дворі. Помер у 774 році.